# Bentheim-Steinfurt

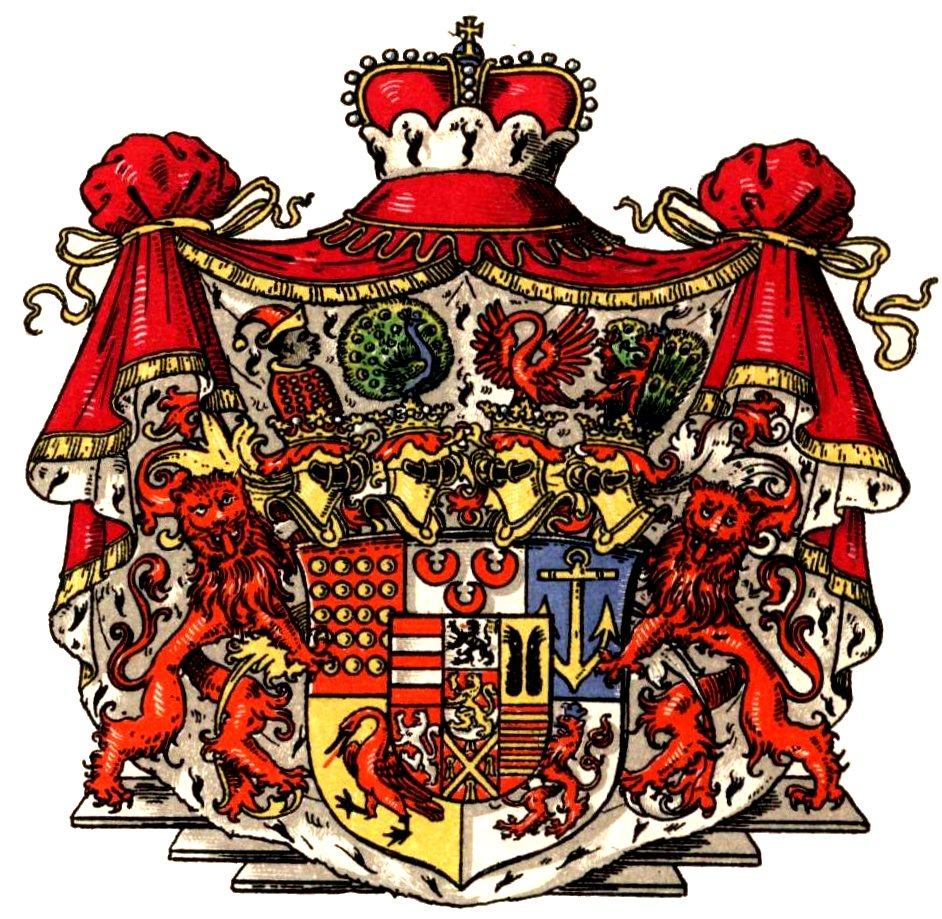
Wappen der Fürsten zu Bentheim und Steinfurt (Wappenbeschreibung)

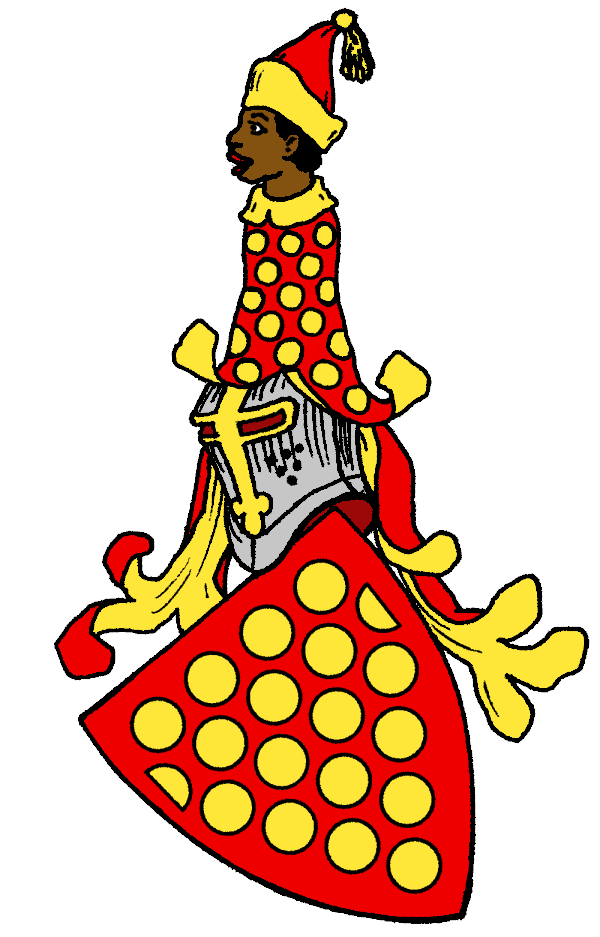
Stammwappen der Grafen zu Bentheim (Wappenbeschreibung)

Wappen des ersten Grafen zu Bentheim aus dem Hause Götterswick (1421–1454).

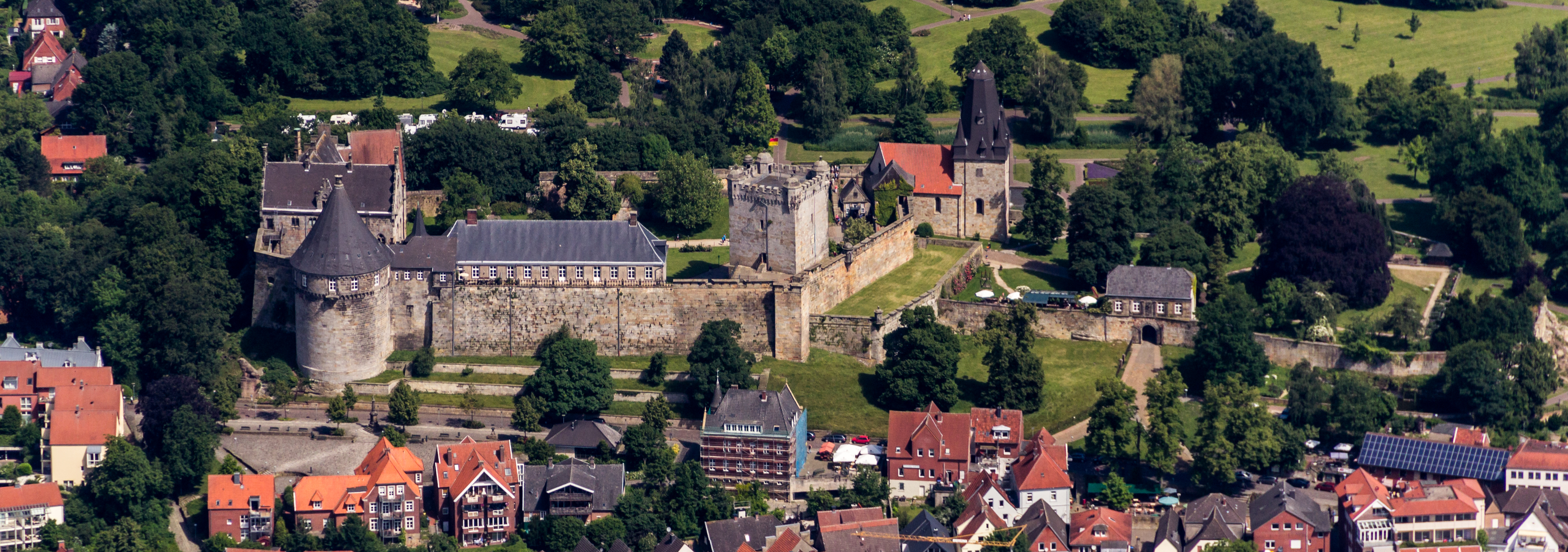
Burg Bentheim

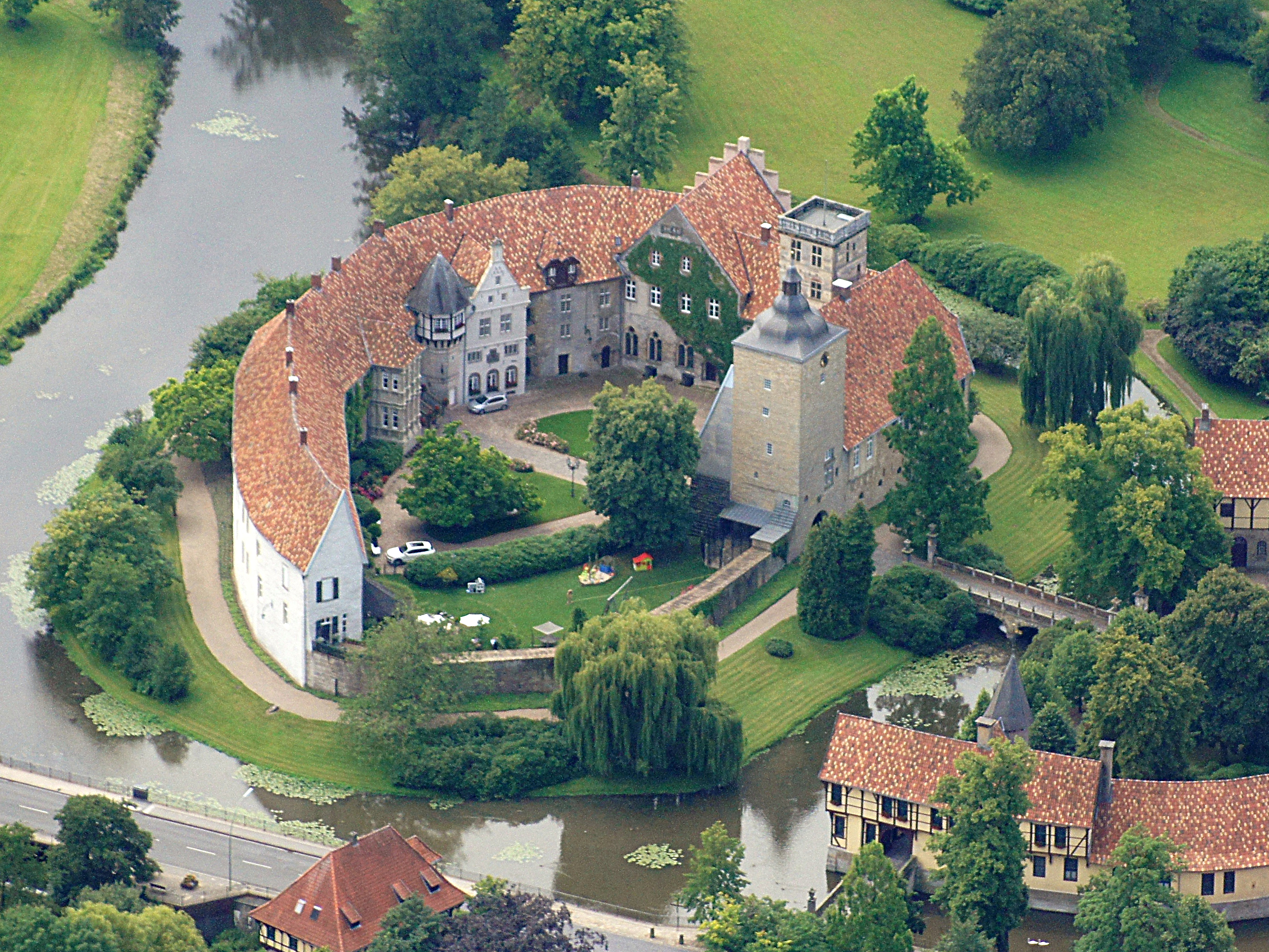
Schloss Burgsteinfurt

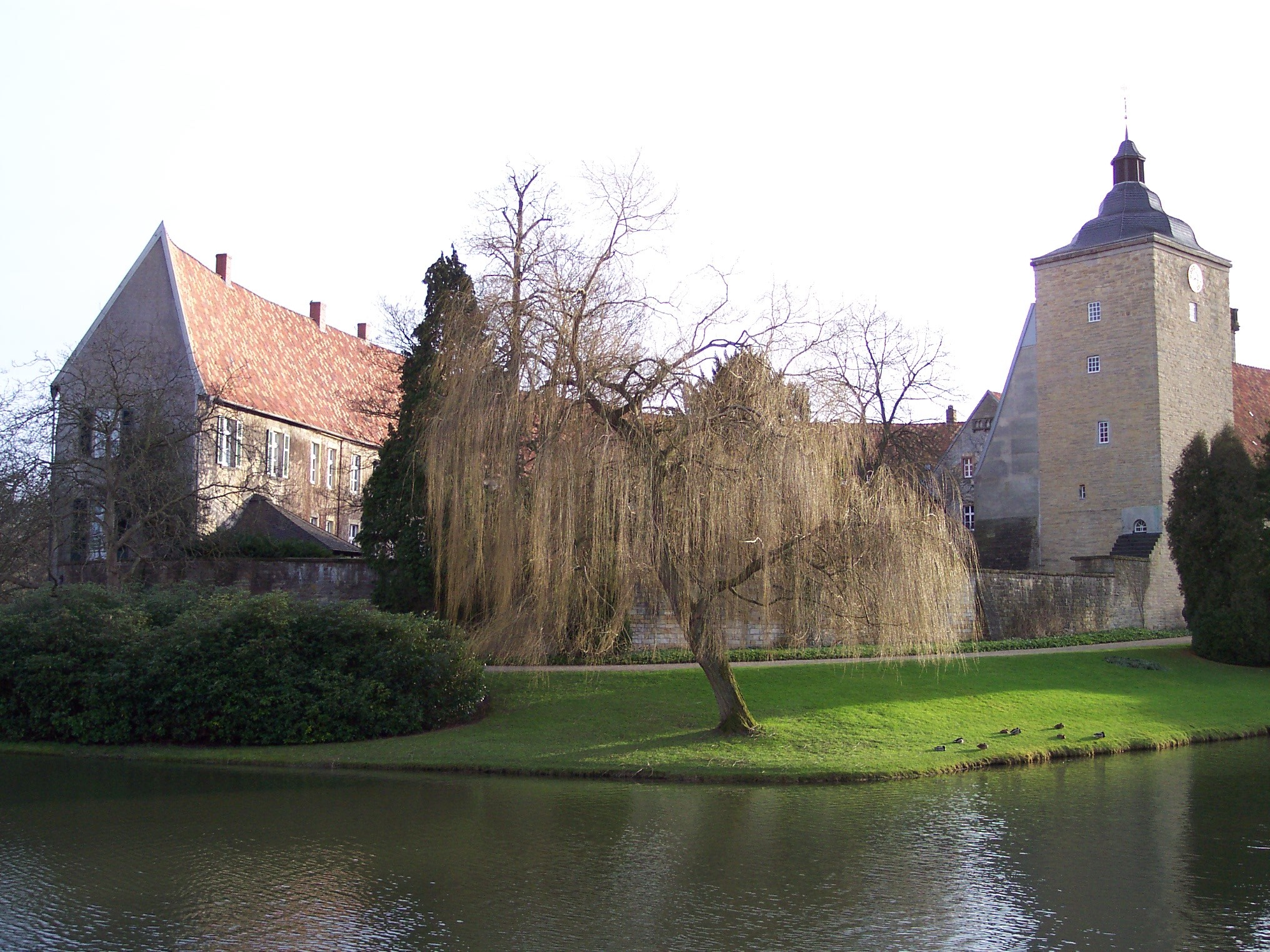
Schloss Burgsteinfurt (Innenseite der Oberburg)

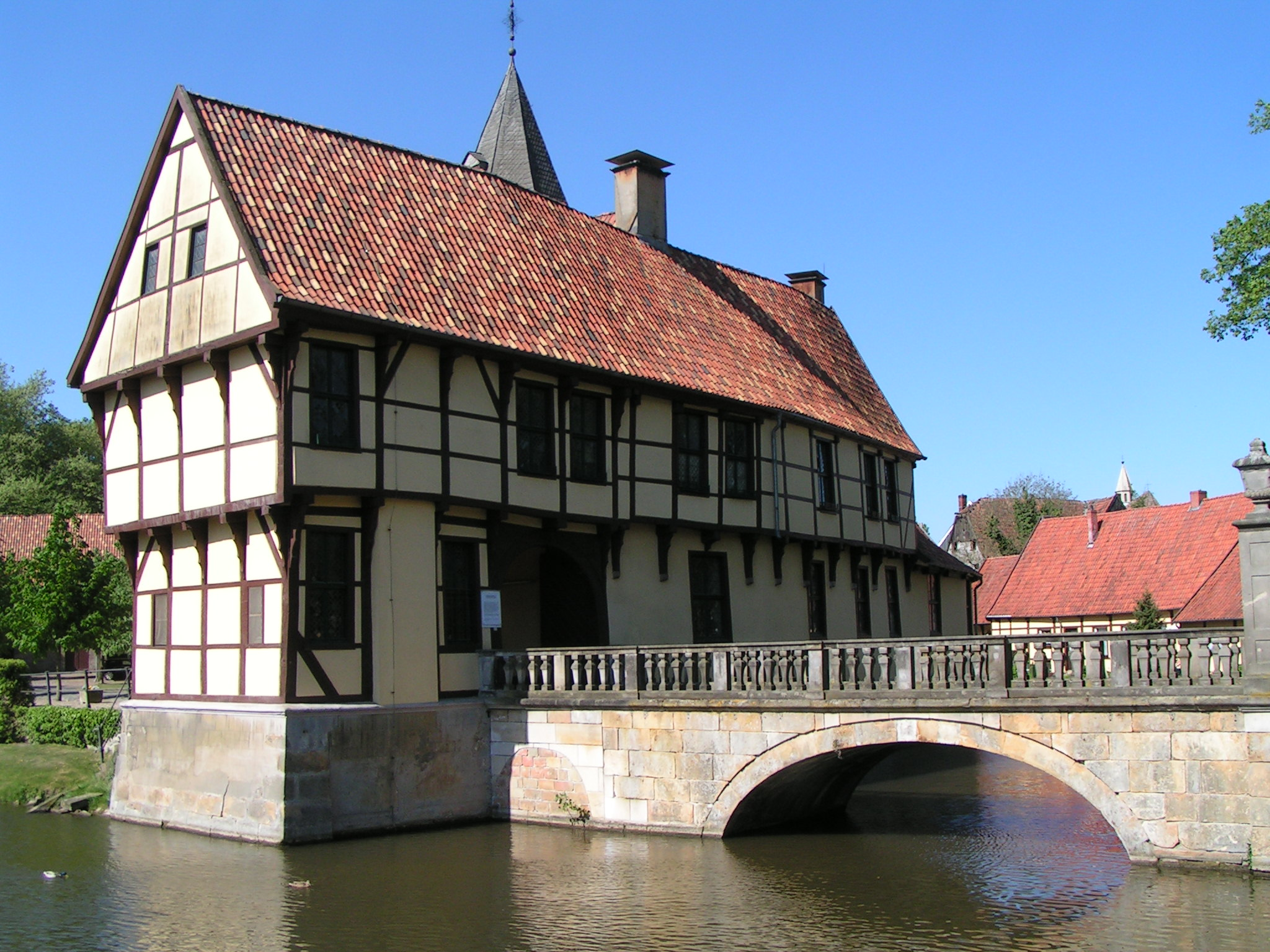
Schloss Burgsteinfurt (Torhaus der Vorburg)

Das Haus Bentheim-Steinfurt bzw. Bentheim und Steinfurt ist ein ehemals reichsständisches Adelsgeschlecht des westfälischen Uradels und deutschen Hochadels. Es ist seit dem 12. Jahrhundert nachweisbar.
Die eigenständige Linie der Grafen von Bentheim-Steinfurt entwickelte sich 1609 nach einer Erbteilung im reichsgräflichen Haus Bentheim. Von den damals entstandenen fünf Nebenlinien existieren heute noch die 1817 in den erblichen preußischen Fürstenstand erhobenen Familien Bentheim-Steinfurt zu Burgsteinfurt und Bentheim-Tecklenburg zu Rheda.

## Herkunft
Die Linie Bentheim-Steinfurt des Adelsgeschlechts Bentheim wurde 1454 von Arnold I. von Bentheim-Steinfurt († 1466), als Graf von Steinfurt, begründet. Er war ein Sohn von Eberwin I. Graf von Bentheim, Herr zu Steinfurt († 1454) aus dessen zweiter Ehe mit Gisberta von Bronkhorst-Borkulo. Sein Bruder Bernhard von Bentheim († 1473) begründete die ältere Linie Bentheim-Bentheim, die im Jahre 1530 erlosch, wodurch deren Erbe an die Linie Bentheim-Steinfurt fiel.

## Standesrechtlicher Aufstieg und Territorienzuwachs
Das Haus Bentheim-Steinfurt besaß den Status eines Grafen mit den Territorien:
ab 1454
- Grafschaft Steinfurt (Landeshoheit)
- Herrschaft Gronau (Lehen)
- Götterswick (Allod)
- Solms-Ottenstein (anteiliges Allod)

ab 1487
- Grafschaft Steinfurt (Landeshoheit)
- Herrschaft Gronau (Lehen)
- Götterswick (Allod)

ab 1492
- Grafschaft Steinfurt (Landeshoheit)
- Herrschaft Gronau (Lehen)
- Herrschaft Wevelinghoven (hälftiges Lehen)
- Götterswick (Allod)
- Hawickerwerth (Allod)

ab 1513
- Grafschaft Steinfurt (Landeshoheit)
- Herrschaft Gronau (Lehen)
- Herrschaft Wevelinghoven (Lehen)
- Hawickerwerth (Allod)

ab 1530
- Grafschaft Steinfurt (Landeshoheit)
- Grafschaft Bentheim; größerer Teil (Landeshoheit)
- Herrschaft Gronau (Lehen)
- Herrschaft Wevelinghoven (Lehen)
- Grafschaft Bentheim; kleinerer Teil (Lehen)
- Hawickerwerth (Allod)

ab 1553
- Grafschaft Bentheim; größerer Teil (Landeshoheit)
- Grafschaft Bentheim; kleinerer Teil (Lehen)
- Hawickerwerth (Allod)

ab 1566
- Grafschaft Steinfurt (Landeshoheit)
- Grafschaft Bentheim; größerer Teil (Landeshoheit)
- Herrschaft Gronau (Lehen)
- Herrschaft Wevelinghoven (Lehen)
- Grafschaft Bentheim; kleinerer Teil (Lehen)
- Hawickerwerth (Allod)

ab 1580
- Grafschaft Steinfurt (Landeshoheit)
- Grafschaft Bentheim (Landeshoheit)
- Grafschaft Tecklenburg (Landeshoheit)
- Herrschaft Gronau (Lehen)
- Herrschaft Rheda (Lehen)
- Herrschaft Wevelinghoven (Lehen)
- Hawickerwerth (Allod)

ab 1582
- Grafschaft Steinfurt (Landeshoheit)
- Grafschaft Bentheim (Landeshoheit)
- Grafschaft Tecklenburg (Landeshoheit)
- Herrschaft Gronau (Lehen)
- Herrschaft Rheda (Lehen)
- Herrschaft Wevelinghoven (Lehen)
- Amt Freudenberg (Lehen)
- Amt Uchte (Lehen)
- Hawickerwerth (Allod)

Im Jahre 1495 stieg das Haus Bentheim-Steinfurt in den Rang der Reichsgrafen auf, wegen Steinfurt. Nach der Erbschaft des Hauses Bentheim-Bentheim (ä. L.) im Jahre 1530 erhielt das Haus einen erneuten Reichsgrafentitel wegen Bentheim. Außerdem erwarb das Geschlecht infolge der Ehe des Grafen Arnold II. von Bentheim (1554–1606) mit der Gräfin Magdalena von Neuenahr-Alpen (1548–1626) 1589 die Erbvogtei über Köln.

## Bekenntnis und Glauben
Das Haus Bentheim-Steinfurt war seit 1544/1564 bis 1575 evangelisch-lutherischen Glaubens, wechselte dann aber zum evangelisch-reformierten Glauben.

## Wappen
- Das Stammwappen zeigt in Rot 17 ganze und zwei halbe (4:[½ 3 ½]:4:3:2:1) goldene Münzen. Auf dem Helm mit rot-goldenen Decken ein wie der Schild bezeichneter rot gekleideter Mohrenrumpf mit goldenem Kragen und gold gestulpter roter Spitzmütze mir goldener Quaste.
- Wappen der Grafschaft Bentheim nach 1589: Hauptschild mit Herzschild. Hauptschild geteilt; oben zweimal, unten einmal gespalten, so dass sich 5 Felder ergeben. Feld 1: Stammwappen Grafschaft Bentheim, 2: Grafschaft Tecklenburg, 3: Grafschaft Lingen, 4: Grafschaft Steinfurt, 5: Grafschaft Limburg. Herzschild geteilt und zweimal gespalten, so dass sich sechs Felder ergeben. Feld 1: Haus Wevelinghoven, 2: Herrschaft Rheda, 3: Grafschaft Hoya, 4: Herrschaft Alpen, 5: Herrschaft Linnep, 6: Erbvogtei Köln.

Oben auf den Helmen stehen:
1. wegen Bentheim ein Mohr mit einem orientalischen Hut
2. wegen Tecklenburg ein Pfau mit gespreiztem Schwanzgefieder
3. wegen Steinfurt ein gefleckter Schwan
4. wegen Limburg ein Löwe zwischen zwei Pfauenschwänzen[3]

## Liste der Familienoberhäupter
- Arnold I. (1454–1466)
- Eberwin II. (1466–1498)
- Arnold II. (1498–1553) (in der Grafschaft Bentheim gezählt als Arnold I.)
- Eberwin III. (1553–1561)
- Arnold III. (1553–1566)
- Arnold IV. (1562–1606) (in der Grafschaft Bentheim gezählt als Arnold II.)
- Arnold Jost (1606–1609)

Zerfall und Aufteilung des Hauses 1609

## Zusammenbruch und Aufteilung
Das Haus Bentheim-Steinfurt ältere Linie zerfiel mit Arnold Jost, der am 26. August 1643 verstarb, in folgende Linien:
- Bentheim-Bentheim jüngere Linie (ab 1693 Bentheim-Steinfurt jüngere Linie)
- Bentheim-Steinfurt jüngere Linie (ab 1693 Bentheim-Bentheim jüngere Linie; 1803 ausgestorben und an Bentheim-Steinfurt jüngere Linie gefallen)
- Bentheim-Tecklenburg

## Weiterentwicklung des Hauses Bentheim-Steinfurt
1803 verlor das Haus Bentheim-Steinfurt, also die jüngere Linie, trotz der Teilung des Hauses nicht seinen sozialen Status, denn es blieb als Reichsgraf im Hochadel, dank Bentheim und Steinfurt, vertreten. Zur Zeit von Napoleon Bonaparte war der Status des Hauses verloren gegangen, da alle Ländereien besetzt und erobert wurden, sowie das Heilige Römische Reich Deutscher Nation aufgelöst worden war. Nach dem Wiener Kongress von 1814/15 erhielt die Familie den Titel und Status eines Standesherren des Deutschen Bundes bis ins Jahr 1817.
Am 21. Januar 1817 erhob König Friedrich Wilhelm III. das Haus Bentheim-Steinfurt in den Rang eines Fürsten. Neben der Standesherrschaft in Preußen, wegen Steinfurt, hatte die Familie noch zusätzlich die Standesherrschaft in Hannover, wegen Bentheim, inne. Das Fürstenhaus Bentheim-Steinfurt j. L. bestand bis zum Ende der Monarchie 1919.

## Liste der Familienoberhäupter
- Arnold Jost (1609–1643)
- Ernst Wilhelm (1643–1693)
- Ernst (1693–1713)
- Friedrich (1713–1733)
- Karl Paul Ernst (1729–1780)
- Ludwig Wilhelm Geldricus Ernst (1780–1817)
- Alexius (1817–1866)
- Ludwig Wilhelm (1866–1890)
- Alexis (1890–1919)
- Viktor Adolph (1919–1961)
- Christian (1961–2023)[5]
- Carl Ferdinand (seit 2023)

## Weitere Familienmitglieder
- Alexis Prinz zu Bentheim und Steinfurt (1922–1943), deutscher Jagdflieger
- Caroline von Bentheim-Steinfurt (1759–1834), deutsche Schriftstellerin, Tochter von Karl Paul Ernst
- Julius zu Bentheim und Steinfurt (1815–1857), deutscher Offizier und Abgeordneter
- Ludwig zu Bentheim und Steinfurt (1812–1890), preußischer Generalleutnant, ⚭ 1839 Bertha von Hessen-Philippsthal-Barchfeld
- Victoria zu Bentheim und Steinfurt (1887–1961), Dipl.-Ing., Architektin, entwarf für Burgsteinfurt das Kriegerdenkmal für die Gefallenen des Ersten Weltkrieges
- Wilhelm Friedrich Belgicus von Bentheim und Steinfurt (1782–1839), österreichischer Feldmarschallleutnant
- Wilhelm Heinrich von Bentheim-Steinfurt (1584–1632), Mitglied der Fruchtbringenden Gesellschaft, Graf, Domherr von Straßburg, Sohn von Arnold II.

## Liegenschaften (Auswahl)
- Burg Bentheim
- Schloss Burgsteinfurt
- Steinfurter Bagno, dort auch der Bentheim-Steinfurt'sche Familienfriedhof